# Мангалурська фондова біржа
Мангалурська фондова біржа (MGSE) — фондова біржа, розташована в Мангалурі, штат Карнатака, Індія. Була створена 31 липня 1984 року.